# エールリキア属
エールリキア属(エールリヒア属)はエールリキア科に属するグラム陰性の非運動性球菌。基準種はエールリキア・カニス（Ehrlichia canis）。名称はドイツの生物学者パウル・エールリヒに因む。GC比は57から63。
動物に寄生し、白血球に感染してヒトやイヌなどのエールリキア症やウマのポトマック熱の原因となる。抗生物質ドキシサイクリンの作用を受ける。